# Курсел
Курсел (на френски: Courcelles) е селище в Югозападна Белгия, окръг Шарлероа на провинция Ено. Населението му е около 29 600 души (2006).